# ألبرت فريدريك ماكدونالد
ألبرت فريدريك ماكدونالد هو سياسي كندي، ولد في 13 يونيو 1901 بوينيبيغ في كندا، وتوفي في 20 أغسطس 1976. حزبياً، نشط في الحزب الليبرالي الكندي. وقد انتخب عضو مجلس العموم الكندي.